# Sécurité aérienne
Pour un article plus général, voir Sécurité des transports.
 (janvier 2024).

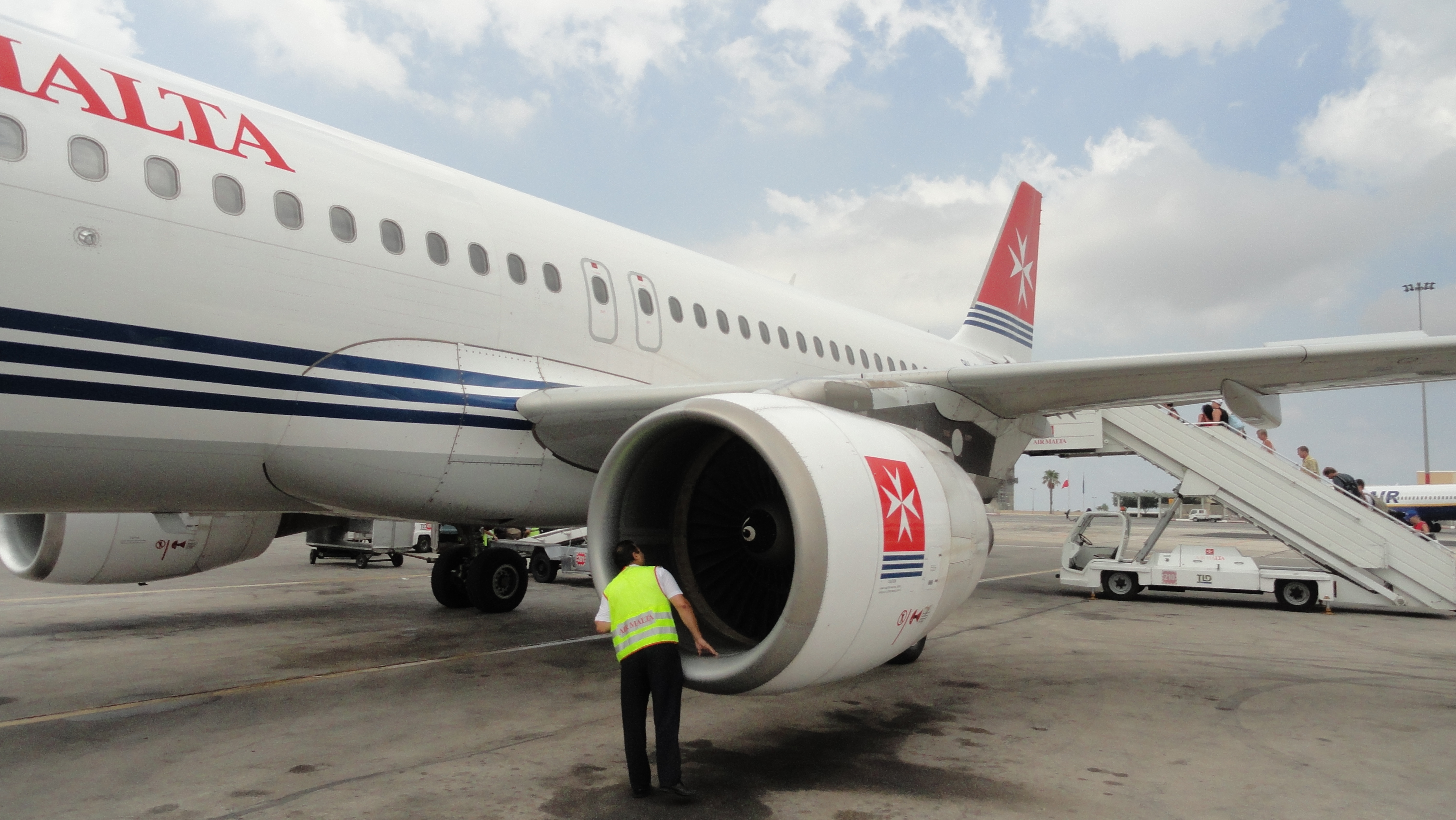
Inspection d'un réacteur sur un Airbus A320 d'Air Malta.

La sécurité aérienne procède de l'ensemble des mesures visant à réduire le risque aérien. L'Organisation de l'aviation civile internationale (OACI) édicte des normes et des recommandations applicables dans les pays signataires de la convention de Chicago.
Par exemple, l'annexe 10 de l'OACI définit les normes et recommandations applicables aux radiocommunications  aéronautiques.
La « sécurité » aérienne ne doit pas être confondue avec la « sûreté » aérienne qui comprend l'ensemble des mesures prises pour lutter contre les malveillances intentionnelles comme les actes de terrorisme. La sûreté aérienne consiste principalement en une recherche d'éventuels engins explosifs pouvant être introduits à bord d'avions civils de façon illicite, et ceci de quelque façon que ce soit (dans un bagage de soute, un bagage à main, via le fret transporté dans les soutes, introduction par un membre d'équipage ou un mécanicien etc.). Elle vise également à empêcher l'emport d'armes de toutes sortes dans la cabine et le cockpit de l'avion (sur les personnes et dans les bagages à main), armes qui pourraient être utilisées à des fins de piraterie aérienne. Ceci relève de ce qu'on appelle communément la sûreté dans les aéroports. Depuis 2009, de nombreux concepts et techniques de sécurité aérienne ont été transposés dans le secteur des soins de santé.

## En Europe
Pour l'aviation civile européenne, sous l'égide de la Commission, la sécurité des passagers, du personnel aérien et de l'environnement aérien relève d'une politique européenne de sécurité aérienne qui vise aussi à favoriser la libre circulation des biens, des services et des personnes.
« règles communes de sécurité » ; Elles sont applicables de manière uniforme dans toute l'UE (règles aussi améliorées au niveau international avec l'OACI et grâce à une coopération technique avec les pays tiers et la signature d'accords de sécurité  avec les principaux partenaires en Europe et au-delà).

La Commission européenne collabore aussi avec l'Agence européenne de sécurité aérienne, Eurocontrol, les autorités nationales de l'aviation civile et les autorités responsables des enquêtes de sécurité dans les États-membres, ainsi qu'avec les avionneurs, les compagnies aériennes et les autres entreprises parties prenantes du « marché unique de l'aviation ». Ces règles communes s'appliquent  à l'industrie et aux autorités de l'aviation civile, et sont la base de l'approbation initiale et la surveillance des entreprises engagées dans des activités aériennes dans le marché intérieur.
Inspections : Les accidents d'avions résultent rarement d'une défaillance unique mais souvent d'une combinaison d'événements que l'UE cherche à éviter en développant une stratégie préventive sur la base d'analyses détaillées des comptes rendus d'événements révélant les problèmes à corriger. Tout aéronef, même non-européen peut être soumis à une inspection au sol. Les avions inspectés sont choisis de manière aléatoire, mais avec une proportion plus importante pour les compagnies ayant déjà présenté des lacunes de sécurité. Si des violations des règles de sécurité, des sanctions sont appliquées, qui peuvent aller jusqu'à limiter ou même interdire les opérations des transporteurs aériens non conformes sur le territoire européen.
Information sur la sécurité : La Commission européenne surveille le niveau de sécurité/fiabilité des compagnies aériennes dans le monde, et informe les Européens des risques potentiels pour leur sécurité,. Les retours d'expériences sont analysés à partir des enquêtes qui suivent les accidents ou certains incidents.
Résultats & tendances européennes : Selon les statistiques, en dépit de l'augmentation du trafic, depuis sa création en 1992, l'Union européenne a pu maintenir un niveau de sécurité aérienne élevé.
En 2008, conformément au principe de subsidiarité, l'Union a élargi sa compétence législative  à la qualification des équipages et des opérations aériennes (à la fois les opérateurs communautaires et de pays tiers), puis en 2009 aux aspects de sécurité de l'exploitation des aérodromes et de fourniture de services de navigation aérienne et de gestion du trafic aérien. En 2013, la Commission, avec l'aide de l'Agence européenne de la sécurité aérienne (AESA), devrait adopter de nouvelles règles de mise en œuvre de la sécurité aérienne.

## Dangers

### Foudre
Un avion est en moyenne frappé par la foudre toutes les 1 000 heures de vol, deux fois par an en moyenne pour un avion de ligne. Bien que l'éclair lumineux et le bruit important qui en résulte puissent alarmer les passagers et l'équipage, les avions sont conçus de façon à être insensibles au foudroiement : lorsque la foudre touche un avion, le courant circule dans la carlingue puis continue sa route.

### Risque aviaire
Le « risque aviaire » désigne le risque de collision entre des oiseaux et les aéronefs. Ces chocs ne présentent généralement pas un risque fatal pour un appareil, mais ils peuvent parfois provoquer des catastrophes aériennes.
Les accidents sérieux se produisent lorsque l'oiseau percute le pare-brise ou est aspiré par les réacteurs. Ce type de collisions avec des avions civils génère chaque année dans le monde des coûts estimés, en 2000, à 1,2 milliard de dollars.
Pour réduire ce risque, des dispositifs sont mis en place pour éloigner les oiseaux des aéroports, des études sont menées sur les populations aviaires autour des aéroports, et les constructeurs aéronautiques renforcent les parties les plus exposées de leurs appareils et les moteurs. L'un des incidents les plus connus est le Vol 1549 US Airways le 15 janvier 2009 où un Airbus A320 au décollage de l'aéroport de LaGuardia percute un groupe de bernaches, ce qui éteint presque les deux réacteurs et oblige l'avion à amerrir d'urgence dans le fleuve Hudson, sans victimes.

### Panne de moteur
Les avions commerciaux actuels sont capables de se maintenir même si un turboréacteur est en panne, souvent en ayant ingéré un oiseau. La situation peut devenir délicate si l'incident se produit au décollage pour un long vol. Hormis la surconsommation de carburant, l’inconnue sur l’étendue des dégâts et la probabilité d’une autre panne d'autant plus grave si elle concerne le même côté, la décision technique de poursuivre le vol ne semblent pas incompatibles avec les performances de l’appareil. Pour se poser immédiatement, il est nécessaire de vidanger quelques dizaines de tonnes de carburant[réf. nécessaire]. La pression économique est forte de continuer même si les aéroports de dégagement sont peu nombreux.
Le vol 143 Air Canada du 23 juillet 1983 est un exemple d'un Boeing 767 se retrouvant à court de carburant à la suite d'une erreur de calcul du remplissage des réservoirs qui a dû planer pour se poser sur une ancienne base militaire dans le Manitoba, sans victimes ; tout comme l'exemple du Risque volcanique du Vol 9 British Airways où un 747 a vu tous ses réacteurs s’éteindre en traversant le panache de l'éruption du Galunggung le 24 juin 1982, pour se poser en urgence à Jakarta après avoir redémarré une fois sorti des cendres.

### Fatigue du métal
Les structures métalliques des avions subissent en permanence des efforts souvent importants. La cellule de l'appareil subit notamment à chaque vol une phase de compression puis de décompression (pressurisation de la cabine durant la montée puis dépressurisation durant la descente) particulièrement fatigante pour le métal.
Les structures qui soutiennent les réacteurs doivent à la fois supporter des efforts importants, mais aussi des températures élevées. Toutes ces conditions ont tendance à fatiguer les métaux, qui deviennent alors plus cassants (criques). C'est pour cette raison que les structures des avions sont régulièrement inspectées afin de détecter au plus tôt toute trace de fatigue anormale.

### Décrochage
Le décrochage arrive lorsque la sustentation aérodynamique, force opposée au poids, devient inférieure au poids de l'appareil, qui se met à perdre de l'altitude de façon rapide. Les phases critiques, où les conséquences d'un décrochage peuvent être funestes, sont le décollage et l'atterrissage car, à ces moments, l'avion vole à basse vitesse et est proche du sol. Pour l'éviter, le pilote doit corriger son vol après avoir ressenti un « buffeting » annonciateur par transmission des vibrations des ailes au fuselage sur les appareils légers, ou par un vibreur de manche sur les gros appareils supplémenté d'alarmes sonores et visuelles.
L'un des exemples les plus notables est la perte du Vol 447 Air France Rio-Paris le 1er juin 2009, dû à un givrage des sondes pitot indiquant alors une vitesse erronée, amenant les pilotes à effectuer des corrections inappropriées entraînant le décrochage de l'appareil jusqu'à s’abîmer dans l'océan Atlantique.

### Feu
L'incendie est l'un des incidents les plus redoutés en aéronautique en raison de la difficulté de combattre un incendie dans un espace aussi confiné où la propagation d'un incendie peut être particulièrement rapide, aussi, toutes les solutions sont mises en œuvre afin de limiter le risque de départ d'incendie (par exemple, remplacement de certains matériaux d'isolation reconnus comme trop inflammables).

## Accidents et incidents

Évolution du nombre de morts dans les accidents aériens entre 1945 et 2010

L'organisme Eurocontrol est responsable de la sécurité aérienne au niveau européen. Il participe notamment à l'unification du Ciel européen, développe et met en œuvre des systèmes de surveillance du trafic aérien.
Le système ASMT permet notamment la détection d'incidents de proximité (aéronefs outrepassant des règles de distances minimales de sécurité).

### Statistiques
Il existe trois statistiques principales pouvant être utilisées pour comparer la sécurité de diverses formes de transport :
| Mode               | par voyage | par heure | par km |
| ------------------ | ---------- | --------- | ------ |
| Transport aérien   | 117        | 30,8      | 0,05   |
| Autobus            | 4,3        | 11,1      | 0,4    |
| Chemin de fer      | 20         | 30        | 0,6    |
| Camionnette        | 20         | 60        | 1,2    |
| Transport maritime | 90         | 50        | 2,6    |
| Automobile         | 40         | 130       | 3,1    |
| Bicyclette         | 170        | 550       | 44,6   |
| Marche à pied      | 220        | 40        | 54,2   |
| Motocyclette       | 1640       | 4840      | 108,9  |

En 2022, selon l'IATA, il y a eu 42 accidents aériens, dont cinq ont été mortels, entraînant la perte de 158 vies. Sur la période allant de 2019 à 2023, il y a eu en moyenne 38 accidents par an, dont cinq étant mortels, et environ 143 personnes tuées chaque année. Cette réduction des incidents est survenue même avec une augmentation de 17% du volume de vols par rapport à l'année précédente, s'élevant à 37,7 millions de vols, un chiffre toujours inférieur aux 46,8 millions de vols de 2019, avant la crise sanitaire mondiale.
Le taux d'accidents a diminué à 0,8 par million de vols en 2022, par rapport à 1,3 l'année précédente, avec une moyenne de 1,19 au cours des cinq dernières années. Le risque d'un accident mortel a aussi baissé, se situant à 0,03 pour un million de vols, contre une moyenne de 0,11 au cours des cinq années précédentes.
L'IATA a utilisé une comparaison frappante pour illustrer ces statistiques : une personne prenant l'avion tous les jours aurait statistiquement besoin de 103 239 ans pour être impliquée dans un accident mortel.
Ces données revêtent une importance cruciale en garantissant la pérennité des actions et des avancées appliquées aux équipements contemporains. Comme explicité dans la section consacrée à la fiabilité de cet article, ces chiffres, par le biais d'un processus actuariel qui privilégie l'observation des événements réels plutôt que des projections, afin d’obtenir un niveau de sécurité optimal. En somme, ils constituent un socle indispensable à la prise de décisions éclairées et à l'instauration de normes rigoureuses.

## Fiabilité du domaine aéronautique

### Limites épistémologiques
Le phénomène de vérification de la fiabilité dans l’aviation est confronté à d’importants défis, notamment épistémologiques. En raison des exigences de sécurité importantes liées aux vols commerciaux, la fiabilité est essentielle. L'analyse de la fiabilité des avions de ligne repose sur une combinaison de tests rigoureux et de modèles prédictifs sophistiqués conçus pour garantir que ces avions fonctionnent de manière sûre et fiable, même dans des conditions extrêmes. Cette approche vise à anticiper et répondre à toutes les situations possibles, garantissant ainsi la sécurité des passagers et de l'équipage dans toutes les situations.
Ces évaluations se déroulent lors des vols et par le biais de simulations informatiques. Chaque sous-système de l’avion subit des tests individuels pour évaluer sa fiabilité avant d'être intégré au reste du mécanisme, comme des essais en soufflerie, des essais de fatigue ou encore des essais mécaniques. L'objectif principal de ces évaluations est d'anticiper et de répondre à toute éventualité mettant en péril l'appareil ou son équipage, que ce soit une défaillance mécanique ou toute autre situation critique. Un point à noter est que ces tests individuels impliquent parfois une réduction des marges et des conséquences systémiques (exemple : divers accidents avec le Boeing 737 Max).
En dépit de tous les progrès réalisés ces dernières années dans les méthodes de recherche de fiabilité, il persiste des incertitudes et des limites concernant les comportements des avions dans des situations réelles, car les modèles utilisés pour évaluer la fiabilité des avions sont basés sur des modèles prédictifs.
Malgré ces défis, l’industrie aéronautique cherche à améliorer ses méthodes pour prédire la fiabilité de ces machines. Cela passe par des approches épistémologiques de plus en plus nuancées, utilisant des données empiriques provenant de l’utilisation en condition réelle des avions.

### Fiabilité en pratique
En pratique, les processus utilisés sont davantage actuariels que prédictifs.
La FAA (Federal Aviation Administration) se base sur les performances des systèmes précédents et examine comment les anciens systèmes se sont comportés dans le passé. Ils partent en effet du postulat que des changements mineurs n’affecteront pas négativement la performance et que les nouveaux systèmes seront à peu près aussi fiables que leurs prédécesseurs.
Il est naturel de se demander comment cette approche est fiable. En effet, les nouveaux 	avions de lignes ne sont “nouveaux” que dans un sens très limité. Les changements sont très incrémentiels et il est donc très trompeur de penser aux nouveaux appareils comme une technologie non testée. On fait aujourd’hui face à un certain conservatisme, ou stabilité de conception, défini comme une réticence institutionnalisée à adopter de nouveaux designs avant qu’il n’aient été exhaustivement explorés dans d’autres contextes.
On peut donc qualifier cette pratique de récursive, qui est un processus crucial pour arriver à des conceptions fiables. Le but est d’explorer ses échecs pour obtenir des retours, permettant d’affiner ses conceptions. Un ensemble d’expériences créent des occurrences (dont certaines catastrophiques), que seuls les tests et modèles ne pourraient jamais prédire (exemple : Vol Air France 447).
Pour résumer, l’épistémologie de l’aviation civile peut se résumer en trois branches : l’histoire de service, la stabilité de conception et la pratique récursive. Combinées, elles permettent aux fabricants de défier les limites de tests et modèles pour atteindre des niveaux de fiabilité extraordinaire.

### Généralisabilité et comparaison avec le domaine nucléaire
Dans le domaine de l'aviation civile, nous avons atteint des niveaux de fiabilité remarquables. Cette réussite s'appuie sur des décennies d'expérience opérationnelle, une approche incrémentielle du changement, et une méthodologie rigoureuse pour tirer les leçons des incidents passés. Cependant, un point crucial à comprendre est que cette réussite est profondément ancrée dans le contexte spécifique de l'aviation. Les principes de stabilité de conception et de pratique récursive qui ont guidé l'aviation vers une fiabilité extraordinaire sont intrinsèquement liés à l'histoire unique de ce secteur.
Tenter de généraliser cette approche à d'autres technologies, notamment les réacteurs nucléaires, soulève des problèmes fondamentaux. Contrairement à l'aviation, où chaque génération d'avions s'appuie sur l'expérience accumulée des modèles précédents, les réacteurs nucléaires présentent une diversité de conceptions et manquent d'une histoire opérationnelle comparativement riche. Cette variabilité et cette singularité rendent la tâche d'extrapoler la fiabilité à partir de l'expérience passée beaucoup plus ardue et épistémologiquement problématique. C’est dans ce contexte, que Downer fait son étude pour justifier la comparaison du domaine de l’aviation avec le nucléaire. En effet, l'étude affirme que la prévisibilité de la fiabilité des réacteurs nucléaires est beaucoup plus complexe que celle des avions. Cela est dû à la variabilité intrinsèque des conceptions des réacteurs et à l'absence relative de données opérationnelles. Chaque réacteur nucléaire est presque un prototype, alors que les nouveaux avions sont souvent des améliorations évolutives des modèles précédents.
Dans le secteur nucléaire, nous nous heurtons à un manque d'expérience opérationnelle et à une absence de stabilité de conception similaires à celles que nous trouvons dans l'aviation.Cette situation est exacerbée par le nombre relativement faible de réacteurs en service, limitant encore davantage notre capacité à tirer des conclusions statistiquement significatives sur leur fiabilité.
Dans les secteurs de l'aviation civile et du nucléaire, la coopération et l'échange d'informations sont essentiels pour améliorer la sécurité et la fiabilité, malgré la présence de compétition entre les entreprises. Les institutions internationales comme l'Organisation de l'aviation civile internationale (OACI) et l'Agence internationale de l'énergie atomique (AIEA) jouent un rôle crucial dans l’établissement de normes de sécurité communes universelles. Toutefois, la sensibilité des informations dans le nucléaire peut limiter le partage des données à l'échelle internationale. En cas de litiges ou d'accidents, les tribunaux déterminent la responsabilité et influencent les pratiques industrielles à travers leurs décisions. Cette dynamique entre compétition et coopération, régulée par des institutions publiques robustes, est indispensable pour maintenir des standards de sécurité élevés dans ces industries critiques
Ce contraste nous amène à une réflexion critique sur la manière dont nous évaluons et gérons la fiabilité dans différents domaines technologiques. Dans l'aviation, une compréhension profonde et spécifique au domaine a permis des avancées significatives en matière de sécurité. En revanche, dans le secteur nucléaire, les défis uniques à ce domaine exigent des approches sur mesure, qui reconnaissent et s'adaptent à la variabilité des conceptions et à l'absence d'une vaste expérience opérationnelle.